# Spar Nord Arena - Atletikhallen
Spar Nord Arena - Atletikhallen er et idrætsanlæg i Skive.
Atletikhallen er opvarmet og benyttes hovedsagligt til atletik og tennis.
Hallen, der er på 4500m2 rummer den første og hidtil eneste indendørs atletikbane i Danmark.[kilde mangler] Der er plads til 500 tilskuere ved stævner og ca. 2000, når hallen udlejes til kommercielle arrangementer.